# Deuteronomos perfuscata
Deuteronomos perfuscata là một loài bướm đêm trong họ Geometridae.